# موبی دیک (فیلم ۱۹۳۰)
موبی دیک (انگلیسی: Moby Dick) فیلمی به کارگردانی لوید بیکن است که در سال ۱۹۳۰ منتشر شد. از بازیگران آن می‌توان به جان باریمور، جوآن بنت، والتر لانگ و لوید هیوز اشاره کرد.